# Chinesische Buddhistische Gesellschaft

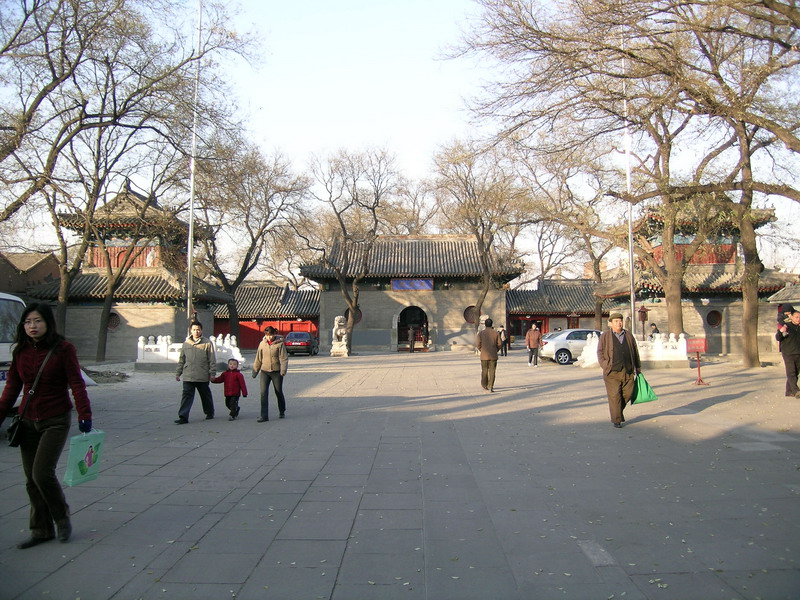
Guangji Si in Peking

Die Chinesische Buddhistische Gesellschaft (chinesisch 中国佛教协会, Pinyin Zhongguo Fojiao xiehui, englisch The Buddhist Association of China), auch mit Buddhistische Vereinigung Chinas, Chinesische Buddhistische Vereinigung oder Vereinigung der Buddhisten Chinas übersetzt, ist die landesweit größte Organisation der Buddhisten in China. 

## Geschichte
Die Chinesische Buddhistische Gesellschaft wurde anlässlich einer buddhistischen Konferenz in Shanghai 1929 gegründet. Sie formierte sich im Rahmen einer buddhistischen Erneuerungsbewegung unter Leitung von Abt Taixu und Yuanying, mit dem Ziel, durch eine landesweite buddhistische Vereinigung dem gemeinsamen Druck von Regierungspolitik und christlichen Missionen zu widerstehen. Die Vereinigung, die über vier Millionen Mitglieder zählte, befasste sich insbesondere mit den alten chinesischen Schulüberlieferungen Tiantai und Huayan, um das Bewusstsein buddhistischer Werte zu fördern. Nach dem Sieg der Kommunistischen Partei (KPCh) über die Kuomintang im chinesischen Bürgerkrieg wurde der Sitz der Chinesischen Buddhistischen Gesellschaft nach Taiwan verlegt. 
Nach der Gründung der Volksrepublik China 1949 hatten in Festlandchina verbliebene Vertreter des Buddhismus gegenüber den Machthabern argumentiert, dass der Buddhismus dem kommunistischen Zeitgeist vollkommen entspreche und „dass die Erhaltung und Förderung des Buddhismus von positiver Wirkung für die innenpolitische Einheit und die außenpolitischen Beziehungen sein könnten, da der Buddhismus in den zu befreienden Gebieten wie zum Beispiel Tibet und Taiwan, aber auch in den benachbarten ost- und südostasiatischen Staaten eine prominente Rolle spiele.“ Diese Argumentationsgrundlage verbesserte maßgeblich das Verhältnis zwischen der KPCh und den chinesischen Buddhisten. 
Im Mai 1953 wurde in der Volksrepublik China eine neue Chinesische Buddhistische Gesellschaft gegründet. Diese Gesellschaft diente „als ein Kanal für die Ausführung der Religionspolitik und als eine repräsentative ‚Volksorganisation‘, um äußerliche Kontakte mit buddhistischen Gruppen im Ausland aufrechtzuerhalten.“ Während der Kulturrevolution wurde die Chinesische Buddhistische Gesellschaft im Sommer 1966 zwischenzeitlich aufgelöst. Zu einer Rehabilitation kam es erst im Zuge der Reform- und Öffnungspolitik Deng Xiaopings, die der Gesellschaft 1980 ermöglichte, ihre Aktivitäten wiederaufzunehmen. 
Die Chinesische Buddhistische Gesellschaft hat ihren Sitz im Guangji Si (广济寺,  Guangji Si). Langjähriger Präsident war Ehrwürdige Meister Yi Cheng (一诚法师,  Yi Cheng fashi), einer der Organisatoren des World Buddhist Forum. Der Gesellschaft untersteht das Forschungsinstitut für buddhistische Kultur Chinas.

## Präsidenten
- Yuán Yīng (圆瑛) Gründungspräsident, † 1953
- Sherab Gyatsho (喜饶嘉措) 1953–66
- Zhào Pǔchū (赵朴初) 1980 - † 2000
- Yī Chéng (一诚) 2002-10
- Chuán Yìn (传印), 2010-15
- Xuéchéng (学诚), ab Apr. 2015